# Martha Sulay González
Martha Sulay González o Martha Solay González (Pereira; 1971-Pereira; 11 de junio de 2007) fue una mujer colombiana cuyo situación personal, embarazada y con cáncer, dio lugar a la Sentencia C-355 de 10 de mayo de 2006 de la Corte Constituciónal de Colombia por la que se permitió el aborto en Colombia, hasta entonces ilegal, en tres situaciones específicas: malformación del feto, embarazo producto de una violación, o cuando peligra la vida de la madre.

## Caso Martha Sulay González
En el año 2005, contra todo pronóstico, ya que Martha Sulay se había practicado una ligadura de trompas para no tener más hijos -ya era madre entonces de tres hijas-, quedó embarazada. A la cuarta semana de embarazo y en una revisión ginecológica rutinaria le detectaron cáncer de cuello uterino en sus primeras fases precisando quimioterapia para salvar su vida. Solicitó -ante la evidencia de que el tratamiento de quimioterapia acabaría con el embarazo- la interrupción del embarazo y le fue denegado ante la ilegalidad del procedimiento en esos momentos -2005-. Solicitó radioterapia, pero se le negó porque este tratamiento también habría terminado con su embarazo. El embarazo continuó y dio a luz su cuarta hija, para entonces el cáncer había producido metástasis en varios órganos y no admitía tratamiento.

### Sentencia C-355 de la Corte Constitución de 2006
Martha Sulay González continúo exigiendo los cambios legales necesarios poder acceder legalmente al aborto inducido en Colombia y que su caso no volviera a repetirse. La difusión pública de su caso y las demandas legales interpuestas por los abogados Mónica del Pilar Roa López, Pablo Jaramillo Valencia y Marcela Abadía Cubillos, Juana Dávila Sáenz y Laura Porras Santanilla contra la inconstitucionalidad de varios artículos de la Ley del Código Penal de 2000- concluyeron en la sentencia de la Corte Constitucional C-355 de 10 de mayo la 2006, por la que se legaliza el aborto inducido en Colombia en tres supuestos: malformación del feto, embarazo producto de una violación, o cuando peligra la vida de la madre.
La sentencia no le sirvió a Martha Sulay, era demasiado tarde, la enfermedad estaba muy avanzada. Murió el 11 de junio de 2007, a los 37 años, dejando 4 hijas huérfanas de madre - Jenny, Valeria, María José y Daniela-.